# Agave shrevei
Agave shrevei är en sparrisväxtart som beskrevs av Howard Scott Gentry. Agave shrevei ingår i släktet Agave och familjen sparrisväxter.

## Underarter
Arten delas in i följande underarter:
- A. s. magna
- A. s. matapensis
- A. s. shrevei

## Bildgalleri

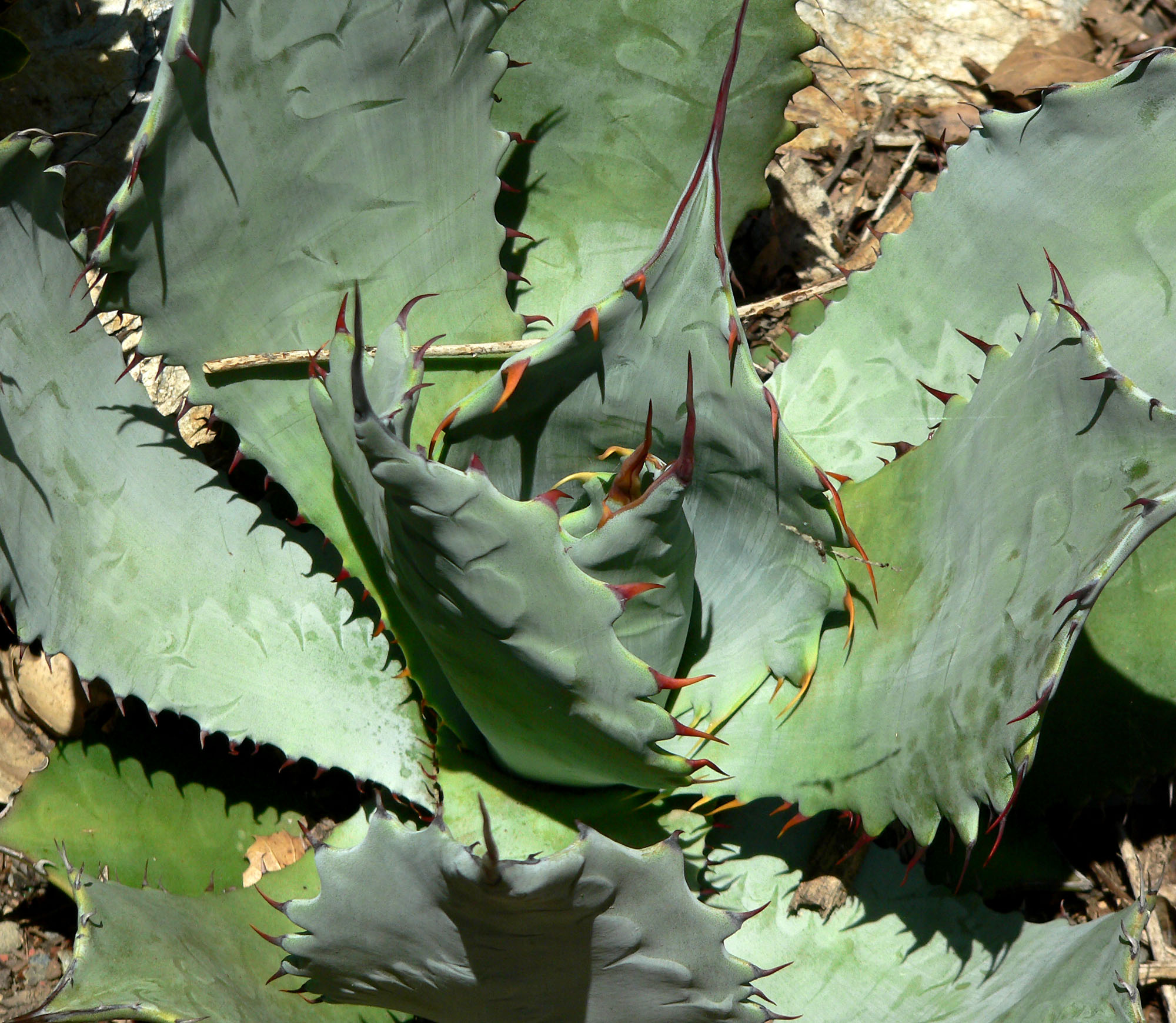
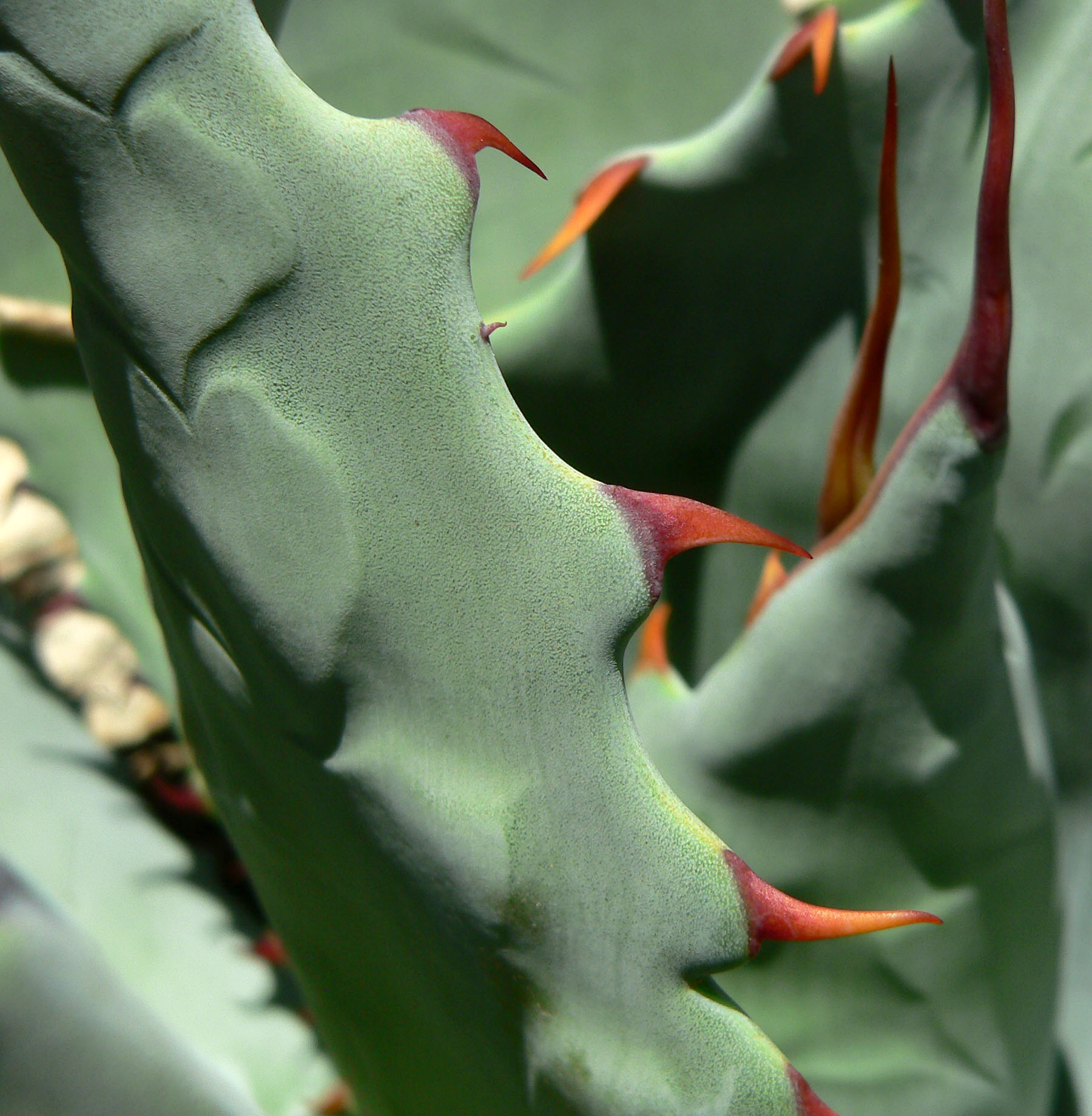